# Sant Damian
Sant Damian (italià San Damiano Macra, piemontès San Damian) és un municipi italià, situat a la regió del Piemont. L'any 2007 tenia 466 habitants. Està situat a la Val Maira, dins de les Valls Occitanes. Limita amb els municipis de Cartignhan, Castelmagno, Cèlas, Draonier, Fraisse, l'Arma, lou Mèl, la Ròca i Sant Pèire.

## Administració
| Període | Identitat       | Partit        |
| ------- | --------------- | ------------- |
| 2004-   | Michele Garnero | Llista cívica |